# قيقب مخملي
القيقب المخملي نوع نباتي ينتمي إلى جنس القيقب من الفصيلة الصابونية.